# Portumna
Portumna (irl. Port Omna) – miasto w południowo-wschodniej części hrabstwa Galway w prowincji Connacht w Irlandii, położone przy dopływie rzeki Shannon do Lough Derg. W 2011 roku liczba mieszkańców wynosiła 1530 osób.